# 61 Herculis
61 Herculis, eller V931 Herculis, är en pulserande variabel av halvregelbunden typ (SR) i Herkules stjärnbild.
Stjärnan varierar mellan fotografisk magnitud +6,07 och 6,26 och varierar utan någon fastställd periodicitet.